# Paratanytarsus brevitibia
Paratanytarsus brevitibia är en tvåvingeart som först beskrevs av Jean-Jacques Kieffer 1923.  Paratanytarsus brevitibia ingår i släktet Paratanytarsus och familjen fjädermyggor. Inga underarter finns listade i Catalogue of Life.